# Почесні громадяни Черкас
Нижче наведений список почесних громадян Черкас.
| Прізвище, ім'я, по батькові                   | Діяльність | Присвоєння |
| Амброс Сергій Сергійович (1990—2015)          | Військовик, учасник АТО | 2017 року посмертно нагороджений відзнакою «Почесний громадянин міста Черкаси» |
| Арбатов Георгій Аркадійович (1923—2010)       | Військовик, учений-американіст | Нагороджений відзнакою «Почесний громадянин міста Черкаси» за участь у звільненні міста від німецької окупації в роки Другої світової війни |
| Боєчко Федір Федорович (нар. 1934)            | Доктор наук, професор, член-кореспондент Академії педагогічних наук України | 1999 року нагороджений пам'ятним знаком «За заслуги перед містом Черкаси» I ступеня за вагомий внесок у розвиток науково дослідницької роботи в місті, виховання молодого покоління, розбудову Черкаського державного університету, активну громадську діяльність |
| Бойко Віктор Анатолійович (1974—2014)         | Військовик, учасник АТО | 2017 року посмертно нагороджений відзнакою «Почесний громадянин міста Черкаси» |
| Бойко Ігор Дмитрович (1972—2015)              | Військовик, учасник АТО | 2017 року посмертно нагороджений відзнакою «Почесний громадянин міста Черкаси» |
| Вергай Віталій Миколайович (1969—2015)        | Військовик, учасник АТО | 2017 року посмертно нагороджений відзнакою «Почесний громадянин міста Черкаси» |
| Верлінський Борис Олександрович (1930—2003)   | Директор Черкаського театру ляльок | Нагороджений відзнакою «Почесний громадянин міста Черкаси» |
| Вінніченко Віталій Павлович (1973—2014)       | Військовик, учасник АТО | 2017 року посмертно нагороджений відзнакою «Почесний громадянин міста Черкаси» |
| Войнова-Павловська Ольга Петрівна (1939—2002) | Народна артистка України | 1999 року нагороджена пам'ятним знаком «За заслуги перед містом Черкаси» II ступеня за вагомий внесок у національну мистецьку спадщину, розвиток культури і мистецтва рідного краю, благодійну діяльність |
| Галва В'ячеслав Анатолійович (1973—2014)      | Військовик, учасник АТО | 2017 року посмертно нагороджений відзнакою «Почесний громадянин міста Черкаси» та пам'ятним знаком «За заслуги перед містом Черкаси» I ступеня |
| Гречаний Володимир Володимирович (1978—2014)  | Військовик, учасник АТО | 2017 року посмертно нагороджений відзнакою «Почесний громадянин міста Черкаси» |
| Гук Іван Тимофійович (нар. 1935)              | Заслужений лікар України, лікар-уролог Черкаської обласної лікарні | 1999 року нагороджений пам'ятним знаком «За заслуги перед містом Черкаси» III ступеня за високу професійну майстерність, постійний творчий пошук, чуйність, відданість обраній справі, за тисячі врятованих життів |
| Захарченко Василь Іванович (1936—2018)        | Видатний український письменник | 2020 року посмертно посмертно нагороджений відзнакою «Почесний громадянин міста Черкаси» — за багаторічну боротьбу в становленні української державності, плідну творчу працю в галузі української літератури та журналістики, значний художньо-публіцистичний доробок, неоціненний особистий внесок у реабілітацію імен справжніх патріотів..                                                                 |
| Єпіфанов Сергій Петрович (1983—2014)          | Військовик, учасник АТО | 2017 року посмертно нагороджений відзнакою «Почесний громадянин міста Черкаси» |
| Жаботинський Володимир Петрович (нар. 1948)   | Академік Академії будівництва України, директор обласного комунального підприємства Готельний комплекс «Дніпро» | 2008 року нагороджено пам'ятним знаком «За заслуги перед містом Черкаси» III ступеня за вагомий внесок у запровадження новітніх форм і передових технологій організації праці в готельному виробництві міста, розвиток галузі туризму, багаторічну благодійну діяльність, високий професіоналізм, активну громадську позицію                                                                                   |
| Задорожній Федір Авксентійович (1915—1998)    | Визначний громадський та політичний діяч Черкащини | 2000 року посмертно нагороджений пам'ятним знаком «За заслуги перед містом Черкаси» III ступеня за розвиток соціальної інфраструктури та благоустрій міста, відданість обраній справі, активну громадську діяльність |
| Зайцев Микола Володимирович (1977—2014)       | Військовик, учасник АТО | 2017 року посмертно нагороджений відзнакою «Почесний громадянин міста Черкаси» |
| Іваненко Володимир Григорович (нар. 1955)     | Багаторазовий чемпіон та рекордсмен Європи та Світу з пауерліфтингу | 2007 року нагороджений почесним знаком «За заслуги перед містом Черкаси» I ступеня за вагомий внесок у розвиток фізкультури та спорту України і міста Черкаси, активну громадську позицію |
| Ідель Ілля Євгенійович (1988—2014)            | Військовик, учасник АТО | 2017 року посмертно нагороджений відзнакою «Почесний громадянин міста Черкаси» |
| Калашник Ігор Миколайович (1960—2016)         | Заслужений будівельник України | 2016 року посмертно нагороджений відзнакою «Почесний громадянин міста Черкаси» |
| Калашник Микола Олександрович (1989—2014)     | Військовик, учасник АТО | 2017 року посмертно нагороджений відзнакою «Почесний громадянин міста Черкаси» |
| Каравайський Богдан Ігорович (пом. 2014)      | Військовик, учасник АТО | 2017 року посмертно нагороджений відзнакою «Почесний громадянин міста Черкаси» |
| Качур Олександр Миколайович (пом. 2016)       | Військовик, учасник АТО | 18 жовтня 2018 року посмертно нагороджений відзнакою «Почесний громадянин міста Черкаси» |
| Кириченко Раїса Опанасівна (1943—2005)        | Народна артистка України, Герой України, лауреат Державної премії України ім. Т. Г. Шевченка, повний кавалер орденів «Княгині Ольги», кавалер ордену «Миколи Чудотворця»                                                          | 2005 року посмертно нагороджено пам'ятним знаком «За заслуги перед містом Черкаси» I ступеня за багаторічну плідну працю із відродження і пропаганди української народної пісні, вагомий внесок у розвиток культури і вокального мистецтва України і Черкащини, за неповторний голос та виконавську майстерність, пісні, що увійшли до золотого фонду національного мистецтва і стали візитною карткою України |
| Кириченко Спиридон Олексійович (1905—1981)    | Військовик | 1968 року нагороджений відзнакою «Почесний громадянин міста Черкаси» за участь у форсуванні Дніпра радянською армією в роки Другої світової війни |
| Кубилькін Артем Юрійович (1982—1998)          | Учень 10 класу Черкаської школи № 33 імені Василя Симоненка | 1999 року посмертно нагороджений пам'ятним знаком «За заслуги перед містом Черкаси» I ступеня за мужність і героїзм, здатність пожертвувати собою заради життя інших, виявлені при порятунку потопаючої учениці 8 червня 1998 року |
| Кунченко Юрій Петрович (1939—2006)            | Доктор фізико-математичних наук, професор Черкаського державного технологічного університету, заслужений працівник науки і техніки України, академік Інженерної академії, академії Зв'язку України та Нью-Йоркської академії наук | 2000 року нагороджений пам'ятним знаком «За заслуги перед містом Черкаси» III ступеня |
| Лазаренко Павло Миколайович (1974—2014)       | Військовик, учасник АТО | 2017 року посмертно нагороджений відзнакою «Почесний громадянин міста Черкаси» |
| Лега Юрій Григорович (нар. 1949)              | Ректор Черкаського державного технологічного університету | 2009 року нагороджений пам'ятним знаком «За заслуги перед містом Черкаси» III ступеня за вагомий внесок в розвиток науки і освіти міста, безпосередню участь у розбудові місцевого самоврядування, активну громадську і державницьку позицію |
| Лифар Сергій Іванович (1969—2014)             | Військовик, учасник АТО | 2017 року посмертно нагороджений відзнакою «Почесний громадянин міста Черкаси» |
| Ложешніков Володимир Іванович (1962—2014)     | Військовик, учасник АТО | 2017 року посмертно нагороджений відзнакою «Почесний громадянин міста Черкаси» |
| Лутак Іван Кіндратович (1919—2009)            | Громадський та політичний діяч Черкащини, голова виконкому Черкаської обласної Ради у 1954–1961 роках | 1999 року нагороджений пам'ятним знаком «За заслуги перед містом Черкаси» I ступеня за значний внесок у розбудову міста Черкаси, розвиток промисловості, відданість справі |
| Луценко Онуфрій Максимович (1908—1977)        | Військовик, учасник другої світової війни | Нагороджений відзнакою «Почесний громадянин міста Черкаси» за вагомий внесок при визволенні Черкас від гітлерівських загарбників, суспільну і воєнно-патріотичну роботу серед населення міста |
| Маламуж Олександр В'ячеславович (1985—2014)   | Військовик, учасник АТО | 2017 року посмертно нагороджений відзнакою «Почесний громадянин міста Черкаси» та пам'ятним знаком «За заслуги перед містом Черкаси» I ступеня |
| Малишев Ігор Михайлович (1961—1998)           | Воїн-афганець, заступник голови обласної організації Української Спілки ветеранів Афганістану | 2001 року посмертно нагороджений пам'ятним знаком «За заслуги перед містом Черкаси» III ступеня за активну громадську позицію, вагомий внесок у становлення міської та обласної організацій Спілки ветеранів Афганістану, безпосередню участь у прийнятті та реалізації в місті програми будівництва та забезпечення житлом ветеранів війни в Афганістані                                                      |
| Матющенко Василь Панасович (нар. 1936)        | Співак, Заслужений працівник культури України | 2001 року нагороджений пам'ятним знаком «За заслуги перед містом» III ступеня за багаторічну плідну працю по відродженню і пропаганді української народної пісні, велику благодійну діяльність, професійну майстерність та всенародне визнання, за вагомий внесок у розвиток культури і вокального мистецтва України та Черкащини                                                                              |
| Матющенко Діана Григорівна (нар. 1947)        | Співачка, Заслужений працівник культури України | 2001 року нагороджена пам'ятним знаком «За заслуги перед містом» III ступеня за багаторічну плідну працю по відродженню і пропаганді української народної пісні, велику благодійну діяльність, професійну майстерність та всенародне визнання, за вагомий внесок у розвиток культури і вокального мистецтва України та Черкащини                                                                               |
| Михайленко Раїса Ісаївна (нар. 1926)          | Ветеран галузі культури, громадський діяч міста | 2002 року нагороджена пам'ятним знаком «За заслуги перед містом Черкаси» III ступеня за багаторічну плідну працю на ниві культури, вагомий внесок у розвиток культури та духовності міста, активну громадську позицію |
| Момот Ігор Федорович (1965—2014)              | Прикордонник, генерал-майор, учасник АТО | 2017 року посмертно нагороджений відзнакою «Почесний громадянин міста Черкаси» |
| Моспан Антон Юрійович (1991—2018)             | Військовик, учасник АТО | 27 січня 2019 року посмертно нагороджений відзнакою «Почесний громадянин міста Черкаси» |
| Нарбут Данило Георгійович (1916—1998)         | Народний художник України, лауреат премії імені Т. Г. Шевченка в галузі образотворчого мистецтва | 1998 року посмертно нагороджений пам'ятним знаком «За заслуги перед містом Черкаси» I ступеня за неоціненний вклад митця у відродження духовності України, визнаний авторитет в сценічно-декоративному мистецтві, вагому культурну спадщину видатного майстра пензля для нащадків багатьох поколінь Черкащини, який був взірцем патріотичного ставлення до рідного міста                                       |
| Негода Микола Феодосійович (1928—2008)        | Видатний письменник, лауреат літературно-публіцистичної премії імені Василя Симоненка, талановитий митець | 1998 року нагороджений пам'ятним знаком «За заслуги перед містом Черкаси» II ступеня за значний художньо-публіцистичний доробок, за творчі здобутки поета шевченківської тематики, поета-пісняра, автора пісні-реквієму «Степом, степом…» |
| Нємцов Геннадій Євгенійович (1969—2018)       | Військовик, учасник АТО | 18 жовтня 2018 року посмертно нагороджений відзнакою «Почесний громадянин міста Черкаси» |
| Панченко Олексій Анатолійович (1974—2015)     | Військовик, учасник АТО | 2017 року посмертно нагороджений відзнакою «Почесний громадянин міста Черкаси» |
| Пашкевич Анатолій Максимович (1938—2005)      | Народний артист України | 2003 року нагороджений пам'ятним знаком «За заслуги перед містом» II ступеня за багаторічну плідну працю по відродженню і пропаганді української народної пісні, вагомий внесок у розвиток культури і вокального мистецтва України і Черкащини, велику благодійну діяльність, професійну майстерність та всенародне визнання, активну громадянську позицію                                                     |
| Петрів Ігор Олексійович (1967—2014)           | Військовик, учасник АТО | 2017 року посмертно нагороджений відзнакою «Почесний громадянин міста Черкаси» |
| Подолянчук Євген Петрович (1991—2014)         | Військовик, учасник АТО | 2017 року посмертно нагороджений відзнакою «Почесний громадянин міста Черкаси» |
| Сасим Олександр Іванович (нар. 1925)          | Народний лікар України, хірург Черкаської обласної лікарні | 1998 року нагороджений пам'ятним знаком «За заслуги перед містом Черкаси» II ступеня за активну громадську позицію, відданість обраній справі, високу професійну майстерність, за тисячі врятованих життів |
| Симоненко Василь Андрійович(1935—1963)        | Поет, лауреат Державної премії України імені Т. Г. Шевченка | 2008 року посмертно нагороджений пам'ятним знаком «За заслуги перед містом Черкаси» I ступеня за вагомий внесок у розбудову духовності обласного центру й непроминущий вплив на розвиток української літератури |
| Сиротенко Сергій Васильович (1977—2017)       | Військовик, учасник АТО | 18 жовтня 2018 року посмертно нагороджений відзнакою «Почесний громадянин міста Черкаси» |
| Скачков Антон Олександрович (нар. 1979)       | Олімпійський чемпіон, паралімпієць | 2014 року нагороджений відзнакою «Почесний громадянин міста Черкаси» за вагомий внесок у розвиток фізичної культури і спорту України |
| Соса Павло Петрович (1929—2000)               | Історик, краєзнавець | 1999 року нагороджений пам'ятним знаком «За заслуги перед містом Черкаси» ІІІ ступеня за вагомий внесок у дослідження історії міста Черкаси, краєзнавства та активну громадську діяльність |
| Софроній (Дмитро Савич Дмитрук) (нар. 1940)   | Релігійний діяч, митрополит Черкаський і Канівський | 1999 року нагороджений пам'ятним знаком «За заслуги перед містом» III ступеня за особисті заслуги у відродженні духовності, будівництво храмів на Черкащині, благодійну, гуманістичну та громадську діяльність |
| Строгецький Сергій Васильович                 | Мешканець міста Черкаси | 1999 року нагороджений пам'ятним знаком «За заслуги перед містом Черкаси» III ступеня за високу громадську позицію, мужність, здатність пожертвувати собою заради життя інших проявлені при рятуванні дітей на Дніпрі в лютому 1998 року |
| Тарасенко Юрій Геннадійович (1974—2014)       | Військовик, учасник АТО | 2017 року посмертно нагороджений відзнакою «Почесний громадянин міста Черкаси» |
| Терещенко Андрій Сергійович (1991—2014)       | Військовик, учасник АТО | 2017 року посмертно нагороджений відзнакою «Почесний громадянин міста Черкаси» |
| Тканко Олександр Васильович (1916—2006)       | Герой Радянського Союзу | 2000 року нагороджений пам'ятним знаком «За заслуги перед містом Черкаси» II ступеня за вагомий внесок у розвиток освіти міста, виховання молодого покоління та активну громадську діяльність |
| Толбатов Олександр Миколайович                | Розробник унікальної системи оздоровлення | 2017 року нагороджений відзнакою «Почесний громадянин міста Черкаси» |
| Федаш Юрій Петрович (нар. 1980)               | Український військовий моряк, капітан III рангу ВМС України, командир мінного тральщика «Черкаси» | 2014 року нагороджений пам'ятним знаком «За заслуги перед містом Черкаси» II ступеня за героїчне протистояння у період окупації Криму російськими військами |
| Фесун Анатолій Іванович (1941—2003)           | Заслужений лікар України, почесний професор Черкаського національного університету імені Богдана Хмельницького | 2011 року нагороджений пам'ятним знаком «За заслуги перед містом Черкаси» ІІІ ступеня за значний особистий внесок у розвиток охорони здоров'я населення міста Черкаси, організаторську і методичну майстерність, професіоналізм, відданість своїй справі та за вагомий внесок у соціально-економічний, культурний та духовний розвиток міста Черкаси                                                           |
| Хіміч Андрій Іванович (нар. 1937)             | Заслужений тренер України, олімпійський чемпіон 1964 року з веслування на каное | Нагороджений відзнакою «Почесний громадянин міста Черкаси» |
| Чалий Ярослав Михайлович (1966—2015)          | Військовик, учасник АТО | 2017 року посмертно нагороджений відзнакою «Почесний громадянин міста Черкаси» |
| Шаповал Олександр Сергійович (1992—2015)      | Військовик, учасник АТО | 18 жовтня 2017 року посмертно нагороджений відзнакою «Почесний громадянин міста Черкаси» за мужність, самовідданість і високий професіоналізм, виявлені у захисті державного суверенітету та територіальної цілісності України, вірність військовій присязі |
| Шастун Іван Денисович (нар. 1920)             | Військовик, учасник Другої світової війни | 2015 року нагороджений відзнакою «Почесний громадянин міста Черкаси» |
| Шулежко Олександра Максимівна (1903—1994)     | Вихователька, що врятувала 102 дитини в роки Другої світової війни | 2017 року посмертно нагороджена відзнакою «Почесний громадянин міста Черкаси» |